# Landschaftsschutzgebiet Kreuzberg / Eisenberg / Alte Burg
Das Landschaftsschutzgebiet Kreuzberg / Eisenberg / Alte Burg mit 16,7 ha Flächengröße liegt im Stadtgebiet Arnsberg. Es wurde 1998 mit dem Landschaftsplan Arnsberg durch den Kreistag des Hochsauerlandkreises als Landschaftsschutzgebiet (LSG) Landschaftsschutzgebiet Kreuzberg-Eisenberg als LSG Typ B (Kleinflächiger Landschaftsschutz bzw. Ortsrandlagen, Landschaftscharakter) mit einer Flächengröße von 7,9 ha erstmals ausgewiesen. Bei der Neuaufstellung des Landschaftsplanes Arnsberg durch den Kreistag 2021 wurde das LSG erneut ausgewiesen und vergrößert um Flächen im Bereich alte Burg.

## Beschreibung
Es liegt westlich von Arnsberg. Das LSG besteht aus drei Teilflächen und geht bis an den Siedlungsrand. Das LSG umfasst Offenlandbereiche mit einem Mosaik aus alten Gärten, waldartig durchgewachsenen Bracheflächen, Grünland und Gehölzbereichen.
Der Landschaftsplan führt zum LSG aus: „Dieses Nutzungsmosaik ist kulturlandschaftlich wertvoll und bietet zugleich eine erhebliche Habitatvielfalt für verschiedene Tiergruppen. Dabei spielen die noch vorhandenen Offenlandanteile eine erhebliche Rolle, die im Bereich des hier abgegrenzten LSG erhalten und nach Möglichkeit durch Zurückdrängen von sicht- und lichtbehinderndem Gehölzaufwuchs auch wieder geschaffen werden sollten.“

## Schutzzwecke für das LSG
Laut Landschaftsplan erfolgte die Ausweisung des LSG wie aller anderen von Typ B im Landschaftsplangebiet zur:
- „Sicherung der Vielfalt und Eigenart der Landschaft im Nahbereich der Ortslagen sowie in alten landwirtschaftlichen Vorranggebieten insbesondere durch deren Offenhaltung;“
- „Erhaltung der Leistungsfähigkeit des Naturhaushalts hinsichtlich seines Artenspektrums und der Nutzungsfähigkeit der Naturgüter (hier: leistungsfähige Böden);“
- „Umsetzung der Entwicklungsziele und primär zum Schutz des spezifischen Charakters und der Identität der landschaftlichen Teilräume; entsprechend dem Schutzzweck auch Ergänzung der strenger geschützten Teile dieses Naturraums durch den Schutz ihrer Umgebung vor Eingriffen, die den herausragenden Wert dieser Naturschutzgebiete und Schutzobjekte mindern könnten (Pufferzonenfunktion); “
- „Erhaltung der im gesamten Gebiet verstreut anzutreffenden kulturhistorischen Relikte.“[2]

## Rechtliche Vorschriften
Im Landschaftsschutzgebiet ist unter anderem das Errichten von Bauten verboten. Vom Bauverbot ausgenommen sind, sofern eine Baugenehmigung vorliegt, Bauvorhaben für Gartenbaubetriebe, Land- und Forstwirtschaft, der öffentlichen Versorgung mit Elektrizität, Gas, Telekommunikationsdienstleistungen, Wärme und Wasser, der Abwasserwirtschaft oder einen bestehenden gewerblichen Betrieb. Auch der Bau von Windkraftanlagen und Wasserkraftwerken ist mit Baugenehmigung erlaubt. Wie in den anderen Landschaftsschutzgebieten vom Typ B in Arnsberg besteht im LSG ein Verbot der Erstaufforstung und Weihnachtsbaum-, Schmuckreisig- und Baumschul-Kulturen anzulegen.